# 竹谷祥
竹谷 祥（たけたに さち、1986年4月20日 - ）は、日本の女性声優。京都府出身、血液型はA型。身長159cm。靴のサイズは23cm。

## 人物
ナレーションやMC、インターネットラジオなどで活躍しており、音楽ライブ「VOICE☆LOVERS」、荻野欣士郎監督による映画『永遠はないと亀が言った 〜変身クラブ特別編〜』など映像面にも進出している。その他プリティーリズムのプリティーガールとしておはスタ、MCやその他ショッピングモールなど。

## 出演作品
太字は主役・メインキャラクター

### テレビアニメ
2011年
- プリティーリズム・オーロラドリーム（MCタッキー）

2012年
- プリティーリズム・ディアマイフューチャー（MCタッキー）

### ゲーム
2012年
- 葬除屋ＸLOAD（藤堂真悠）

### 吹き替え
2012年
- アイアン・スカイ
- 18・29〜妻が突然18才!?

### ナレーション
2010年
- 日立ハイテク「インサイダー取引禁止PV」ナレーション
- YAMAHA「Yamaha Music Lesson Online」ナレーション
- 日本ユニシスグループ「BCP教材」

### MC
2010年
- タカラトミー「プリティーリズム」専属MC プリティーガール　タッキー
- 第2回ユーカリが丘親子七夕まつり　七夕パフォーマンスステージMC
- ミルキーアクションチーム　キャラクターショーMC
- タカラトミー「プリティーリズム AKB48研究生 ミニスカート」　ステージCM プリティーガール　タッキー・サッキー

2011年
- えびな”彩”festa volteage9 さくら並木商店街会場　MC
- 交通安全 MC

### ラジオ
2010年
WEB
- わりかしメインパーソナリティ さち

2011年
- 調布FM83.8MHz BIGTIME i-dol

祥とれいののキュアナイト☆ステーション」メインパーソナリティ 竹谷祥・深月れいの（2011年4月 - ）

### テレビ
2010年
テレビ東京
- おはスタ タカラトミー『プリティーリズム』プリティーガール タッキーとして

〜おもちゃのチェチェチェック　プリティーリズム　紹介〜
- おはスタ タカラトミー『プリティーリズム』プリティーガール タッキーとしてAKB48研究生「ミニスカート」と共演

### 映画
2010年
- エドウィン・ドルードの記憶 〜変身クラブ特別編〜 サチ役

他、荻野欣士郎作品に出演

### 舞台
- Mの劇場原宿ラドンナパーティーショー「ブロードウェイ・スポットライト」リリー役

### 歌手活動
- 民謡「埼玉県大会」優勝
- VOICE☆LOVERS
- BIG TIME i-dol 祥（さち）とれいののキュアナイト☆ステーション 〜アニソン・アイドル聴くならキュアステ〜 公開収録